# Lyctocorinae
Sous-famille
Taxons de rang inférieur
- Dufouriellini
- Lyctocorini
- Scolopini
- Xylocorini

Les Lyctocorinae constituent une sous-famille d'insectes hémiptères hétéroptères (punaises) de la famille des Anthocoridae. Depuis la révision de la phylogénie des Cimicomorpha de Schuh et Štys en 1991, elle est élevée au rang de famille à part entière, les Lyctocoridae.  